# Martin Crewes
Martin Crewes (ur. 1968 w Barnet) – australijski aktor.
Urodzony w Barnet w Londynie w Anglii jako syn Davida i Elizabeth Crewesów. Wychowywał się z młodszym rodzeństwem: bratem Jasonem i siostrą Amandą. Kiedy miał dziesięć lat zamieszkał z rodziną w Australii. W 1990 ukończył Western Australian Academy of Performing Arts w Perth.
Grał na scenie w Brisbane i Adelaide w widowiskach: Czarnoksiężnik z Oz i Aspects of Love Andrew Lloyda Webbera, a musicalu Józef i cudowny płaszcz snów w technikolorze w Sydney w roli Faraona i West Side Story jako Chino.
W operze mydlanej Sąsiedzi (1992–94) pojawił się jako nadużywający sterydów akrobata trampoliner Chip Kelly, a także gościnnie w serialach: RFDS, Phoenix, Nowożeńcy (Newlyweds), Drużyna marzeń (Dream Team) jako argentyński gracz / kierownik Luis Amor Rodriguez i miniserialu ITV Daylight Robbery (1999-2000) jako Anthony Sullivan.
W 1995 brał udział w musicalu South Pacific jako porucznik Joe Cable. W 1996 roku odbył międzynarodowe tournee w Singapurze, Hongkongu, Korei i Cape Town z musicalem Claude-Michela Schönberga Les Misérables w roli Mariusa, a w 1997 na londyńskim West Endzie.

## Wybrana filmografia
- 1992–1994: Sąsiedzi jako Chip Kelly / Dennis Parsons
- 2002: Resident Evil jako Chad Kaplan
- 2003: The Man from Snowy River: Arena Spectacular
- 2004: Historia świętej Rity jako Paolo Mancini
- 2006: DOA: Żywy lub martwy jako Butler
- 2008: Na sygnale jako Bob Forrester
- 2013: Patrick jako Brian Wright